# A Família Lero-Lero
A Família Lero-Lero é um filme brasileiro de 1953, do gênero comédia, dirigido por Alberto Pieralisi. Filmado nos Estúdios de São Bernardo do Campo da Companhia Vera Cruz e locações no Guarujá. O roteiro adapta peça teatral homônima de Raimundo Magalhães Júnior.

## Elenco
- Walter D'Ávila...Aquiles Taveira
- Marina Freire...Isolina
- Luiz Linhares...Teteco
- Ricardo Bandeira...Janjão
- Helena Barreto Leite...Laurita
- Elísio de Albuquerque...Laranjeira
- Renato Consorte...atendente do hotel
- Tito Livio Baccarin
- Marly Bueno

## Sinopse
Aquiles Taveira é um servidor público mal-humorado que se acha explorado pela mulher e os três filhos adultos, Teteco, Janjão e Laurita. Também não é respeitado na vizinhança e no trabalho, passando meses reclamando de um buraco no piso, sem serem atendidos os seus pedidos para o conserto. Após os filhos fracassarem na tentativa de seguirem carreiras artísticas e esportivas, mesmo assim insistindo em não procurarem trabalhos comuns e serem apoiados pela mãe, Aquiles se deixa ser acusado de um desfalque de 50 mil cruzeiros na repartição e foge para o Guarujá, onde se hospeda num hotel-cassino e tenta a sorte na roleta.